# 918
| 918                |
| ------------------ |
| Dødsfald - Fødsler |
|                    |

| Gregoriansk kalender | 918 CMXVIII             |
| Ab urbe condita      | 1671                    |
| Armensk kalender     | 367 ԹՎ ՅԿԷ              |
| Kinesiske kalender   | 3614 – 3615 丁丑 – 戊寅 |
| Etiopisk kalender    | 910 – 911               |
| Jødisk kalender      | 4678 – 4679             |
| Hindukalendere       |                         |
| - Vikram Samvat      | 973 – 974               |
| - Shaka Samvat       | 840 – 841               |
| - Kali Yuga          | 4019 – 4020             |
| Iransk kalender      | 296 – 297               |
| Islamisk kalender    | 305 – 306               |

Se også 918 (tal)

## Dødsfald
- 23. december - Konrad 1. af Franken, konge af Det østfrankiske Kongerige (født ca. 890)